# Aliens of the Deep
Aliens of the Deep (intitulado em Portugal: Extraterrestres nas Profundezas) é um documentário de 2005, dirigido pelo ganhador do Óscar James Cameron e Steven Quale e filmado no formato IMAX 3D. Foi produzido por James Cameron e Andrew Wight.